# Thoracotrichia somalica
Thoracotrichia somalica is een keversoort uit de familie bladsprietkevers (Scarabaeidae). De wetenschappelijke naam van de soort is voor het eerst geldig gepubliceerd in 1968 door Decelle.